# 田村憲司 (実業家)
田村 憲司（たむら けんし、1931年〈昭和6年〉7月16日 - 2021年〈令和3年〉10月11日）は、日本の実業家。日本土建名誉会長。ZTV代表取締役社長。津商工会議所会頭、三重県商工会議所連合会会長。三重県建設業協会顧問。TBSテレビアナウンサーの田村真子は孫。

## 経歴
三重県出身。弁護士で衆議院議員田村秢の二男。旧制津中学校を経て、1953年、中央大学法学部卒業。中外炉工業に入社。父親の勧めで日本土建に入社。
1960年、日本土建専務取締役。1966年、代表取締役社長。2007年、代表取締役会長。2016年、取締役名誉会長。
1990年、ZTV代表取締役社長。1991年、社団法人三重県建設業協会長として、三重建設図書館の設置を提案、実現する（2006年に休館。）。2001年、勲三等瑞宝章を受章。
2021年10月11日、致死性不整脈のため三重県松阪市の病院で死去。90歳没。

## 人物
趣味は碁、麻雀、ゴルフ、釣り、相撲。住所は三重県松阪市駅部田町。

## 家族・親族
田村家
- 妻[2]
- 長男・欣也[2]（日本土建代表取締役会長）
- 二男・憲久[2]（衆議院議員）

親戚
- 兄・田村元[5]（1924年 - 2014年、衆議院議長）
- 盛山正仁（衆議院議員）